# Bruce Johnstone
William Bruce Gordon Johnstone (Durban, 30 de gener de 1937 – 3 de març de 2022) fou un pilot de curses automobilístiques sud-africà que va arribar a disputar curses de Fórmula 1.

## Carrera automobilística
Bruce Johnstone va debutar a la novena i última cursa de la Temporada 1962 de Fórmula 1 (la tretzena temporada de la història) del campionat del món de la Fórmula 1, disputant el 29 de desembre el Gran Premi de Sud-àfrica del 1962 al Circuit d'East London. Va participar en una única prova puntuable pel campionat de la F1, aconseguint una novena posició a la cursa i no assolí cap punt pel campionat del món de pilots.

### Resultats a la Fórmula 1
| Any  | Equip                    | Xassís | Motor | 1   | 2   | 3   | 4   | 5   | 6   | 7   | 8   | 9     | Posició | Punts |
| ---- | ------------------------ | ------ | ----- | --- | --- | --- | --- | --- | --- | --- | --- | ----- | ------- | ----- |
| 1962 | Owen Racing Organisation | BRM    | BRM   | HOL | MON | BEL | FRA | GBR | ALE | ITA | USA | SUD 9 | -       | 0     |

### Resum
| Curses: | Victòries: | Pòdiums: | Poles: | Voltes ràpides: | Punts: |
| ------- | ---------- | -------- | ------ | --------------- | ------ |
| 1       | 0          | 0        | 0      | 0               | 0      |